# Industria Argentina de Micro Automóviles
Industria Argentina de Micro Automóviles, kurz IAMA, war ein argentinischer Hersteller von Automobilen.

## Unternehmensgeschichte
Das Unternehmen aus Buenos Aires begann 1959 mit der Produktion von Automobilen. Der Markenname lautete Joseso. Ein Werk in Río Gallegos im Süden Argentiniens war zumindest geplant. 1960 oder 1961 endete die Produktion. Insgesamt entstanden etwa 200 Fahrzeuge. Drei Fahrzeuge existieren noch.

## Fahrzeuge
Das einzige Modell war ein Kleinwagen in Frontlenkerbauweise, ähnlich dem BMW 600 und dem Fiat 600 Multipla. Die zweitürige Karosserie bestand aus Kunststoff und bot Platz für vier Personen. Die Fahrzeuge waren 285 cm lang, 146 cm breit und 146 cm hoch. Ein Einzylindermotor mit 200 cm³ Hubraum und 10 PS Leistung von Villiers Ltd trieb die Fahrzeuge an.